# 강신욱 (법조인)
강신욱(姜信旭, 1944년 4월 1일 ~ )은 대한민국의 검사와 대법관을 역임한 법조인이다. 

## 생애
1944년 경상북도 영주 출생이다. 경북고등학교를 거쳐 서울대학교 법학과를 졸업하고, 1968년 제9회 사법고등고시에 합격하였다. 1973년 서울지방검찰청 영등포지청 검사를 시작으로 검찰 경력을 쌓았다. 1989년 삼양라면 쇠기름 사건, 1991년 강기훈 유서대필 사건 등을 수사하였다. 2000년부터 2006년까지 대법관을 지냈다.

## 학력
- 경북고등학교
- 서울대학교 법학 학사
- 서울대학교 사법대학원 법학 석사

## 경력
- 1986년 대검찰청 중수부 제4과장
- 1987년 대검찰청 중수부 제2과장
- 1988년 서울지방검찰청 특별수사검사
- 1993년 서울지방검찰청 제2차장검사
- 1991년 서울지방검찰청 형사제1부장검사
- 1993년 대구고등검찰청 차장검사
- 1994년 사법연수원 부원장
- 1995년 청주지방검찰청 검사장
- 1997년 전주지방검찰청 검사장
- 1997년 법무부 법무실장
- 1997년 국무총리 행정심판위원회 위원
- 1998년 대구지방검찰청 검사장
- 1999년 2월 인천지방검찰청 검사장
- 1999년 6월 서울고등검찰청 검사장
- 2000년 7월 ~ 2006년 7월 : 대법원 제2부 대법관
- 2006년 7월 ~ : 강신욱법률사무소 변호사
- 2007년 3월 ~ 2007년 6월 : 신문윤리위원회 위원장

## 수상
- 2006년 청조근정훈장
- 1989년 홍조근정훈장

## 주요 사건
- 1989년 삼양라면 쇠기름 사건
- 1991년 강기훈 유서대필 사건